# Wang Ping (réalisatrice)
Pour les articles homonymes, voir Wang Ping.
Wang Ping (chinois simplifié : 王苹 ; pinyin : Wáng Píng), née à Nankin le 2 septembre 1916 et mort le 1er décembre 1990), est une réalisatrice et actrice chinoise. Elle est considérée comme la première femme réalisatrice de la République populaire de Chine.

## Biographie
Anciennement connue sous le nom de Wang Guangzhen et surnommée Mao Wu, Wang Ping était le quatrième membre le plus âgé de sa famille. En 1931, elle est admise dans la section de formation des enseignants du lycée n° 1 de Nankin, où elle a fait la connaissance du réalisateur Shui Hua entre autres. En octobre 1933, Chen Liting et Song Zhi, membres de la troupe de gauche de Shanghai, absorbe les membres collectifs de la troupe Mofeng et crée une branche de la ligue de Nankin. Wang Guangzhen devient la seule femme de la section de Nankin et, à partir de 1934, elle joue les rôles principaux de La Sœur et de Nala et reçoit le nom de scène de « Wang Ping ». Au début de 1935, le ministère de l'éducation du gouvernement nationaliste ordonne que Wang Ping soit licenciée de son poste d'enseignante à l'école élémentaire de Xingzhongmen en raison de son rôle dans Nala. Le bureau municipal de l'éducation de Nankin publie un avis interdisant à toute école d'employer Wang Ping. C'est le sensationnel « incident de Nala ». Plus tard, Wang Ping est allée enseigner à l'école primaire de Tongshan, dans le xian de Xiangning.
Elle s'installe à Taiyuan en 1935, puis déménage à nouveau en 1937 après le déclenchement de la seconde guerre sino-japonaise, qui l'incite à s'engager dans le militantisme de gauche. Elle parcourt le pays en jouant dans des pièces à orientation politique qui soutenaient la résistance chinoise avant de s'installer à Shanghai après la fin de la guerre en 1945, où elle rejoint le studio du Nord-Est (es). Le féminisme de gauche est devenu une influence majeure pour Wang au début de sa vie et elle est un soutien de longue date de la révolution communiste. Elle travaille en étroite collaboration avec le parti communiste, tant avant la révolution qu'après l'instauration de la République populaire de Chine.

## Filmographie

### Actrice
- 1947 : Les Larmes du Yangzi (一江春水向東流)
- 1947 : Huit-mille li de nuages et de lune (zh) (八千里路云和月)
- 1948 : Dix Mille Foyers de lumière (万家灯火)
- 1949 : Trois Destinées (麗人行)

### Réalisatrice
- 1956 : Vaincre l’obscurité précédant l’aube (冲破黎明前的黑暗)
- 1957 : C’est arrivé à Liubao (柳堡的故事)
- 1958 : Les Ondes impérissables (zh) (永不消逝的电波)
- 1959 : Les charmes du Jiangshan (江山多娇)
- 1960 : Menglong sha (勐垅沙)
- 1962 : Le village des acacias (槐树庄)
- 1964 : Les sentinelles sous les néons (霓虹灯下的哨兵)
- 1965 : L'Orient est rouge (东方红)[5]
- 1966 : Une jeunesse rouge comme le feu (青春红似火)
- 1976 : Chants de la Longue Marche (长征组歌)
- 1978 : Nous sommes la 8ème armée de route (我们是八路军)
- 1985 : Chant de la révolution chinoise (中国革命之)